# Ілієнь (Ковасна)
Ілієнь, Ілієні (рум. Ilieni) — село у повіті Ковасна в Румунії. Адміністративний центр комуни Ілієнь.
Село розташоване на відстані 152 км на північ від Бухареста, 8 км на південь від Сфинту-Георге, 19 км на північний схід від Брашова.

## Населення
За даними перепису населення 2002 року у селі проживали 1009 осіб.
Національний склад населення села:
| Національність | Кількість осіб | Відсоток |
| -------------- | -------------- | -------- |
| угорці         | 984            | 97,5%    |
| румуни         | 23             | 2,3%     |

Рідною мовою назвали:
| Мова      | Кількість осіб | Відсоток |
| --------- | -------------- | -------- |
| угорська  | 984            | 97,5%    |
| румунська | 22             | 2,2%     |